# Первая битва при Кустоце
Первая битва при Кустоце — одно из ключевых сражений Австро-итальянской войны произошедшее 25 июля 1848 года близ селения Кустоца.

## Перед битвой
Во время июльского наступления армии фельдмаршала Йозефа Радецкого к реке Минчио австрийцы сбили 23 июля сардинцев с позиции у Сона и Соммакампанья, отбросив их к Пескьере; к вечеру II корпус занял Кастельнуово, I корпус — Олиози, Монтевенто, Вальпеццоне и Кустоце, резервный корпус занял С.-Джорджио-ин-Саличе; бригада Зимбшена достигла Буттапиетра. Последствием боя у Сона и Соммакампании было овладение австрийцами сильной позицией при Кустоце (фронтом на юго-восток), на последних уступах отрогов Альпийских гор, которые тянутся от Соммакампании через Кустоце до Валеджио и господствуют над равниною к югу до реки По.

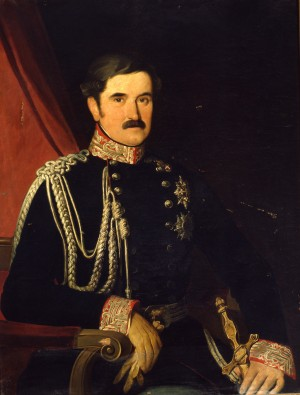
Бава, Эусебио

Разведка австрийцев доложила, что сардинцы всюду отступают. Это обстоятельство дало Радецкому основание продолжать наступление за Минчио. В течение утра 24 июля австрийцы овладели переправами на реке Минчио у Салионце, Монцамбано и Валеджио, что давало возможность Радецкому маневрировать на том или другом берегу реки. Производившаяся вместе с тем разведка удостоверила, что сардинцы отошли за Минчио; разведка в южном направлении была проведена недостаточно, поэтому Радецкий не знал, что от Мантуи противник не отошел, а усиливается здесь за счёт присоединения частей, отходивших перед австрийцами на фронте. Предполагая отступление противника за Минчио и не подозревая нахождения на левом своем фланге 40-тысячной сардинской армии, на расстоянии около 15—20 верст, Радецкий в 3 часа дня 24 июля отдал распоряжения на 25 июля, сводившиеся к тому, что вся армия должна была перейти за Минчио, оставив для обеспечения своих сообщений: бригаду Перина (из состава гарнизона Вероны) у Кастельнуово и бригаду Зимбшена у Соммакампании и Кустоце. III корпусу было приказано блокировать Пескьеру.
Около 16:30 послышалась канонада со стороны Соммакампании, а в 20:00 Радецкий получил донесение, что Зимбшен разбит превосходящими силами противника у Стаффало и отступил частью к Вероне, частью к С.-Джорджио-ин-Саличе и что большие неприятельские колонны тянутся к Вероне. Оказалось, что, узнав о неудаче своих войск у Сона и Соммакампании, Карл-Альберт двинул утром 24 июля 4 пехотные бригады с 4 кавалерийскими пп. на Виллафранку — Стаффало — Соммакампанью; эти части около 3—4 часов дня, врасплох напав на бригаду Зимбшена, рассеяли её и овладели Соммакампаньей и высотами Береттара и Мандато. В виду этого Радецкий в 8 часов вечера отменил свои распоряжения на 25 июля и принял меры для встречи неприятеля со стороны Виллафранки и Ровербеллы. Он решил развернуть всю свою армию фронтом на юго-восток, удерживаться затем на правом фланге, сохраняя связь с мостами на Минчио, а левым флангом теснить противника к Гоито. Радецкий, имея три переправы на Минчио, мог всегда перевести через реку значительные силы и ударить ими во фланг неприятелю, тогда как, наступая правым флангом, он, ничего не выигрывая, заставил бы Карла-Альберта отходить не на Гоито, а на Говерноло, подставляя в то же время свой тыл и правый фланг ударам из Пескьеры и значительно удаляясь от Вероны.

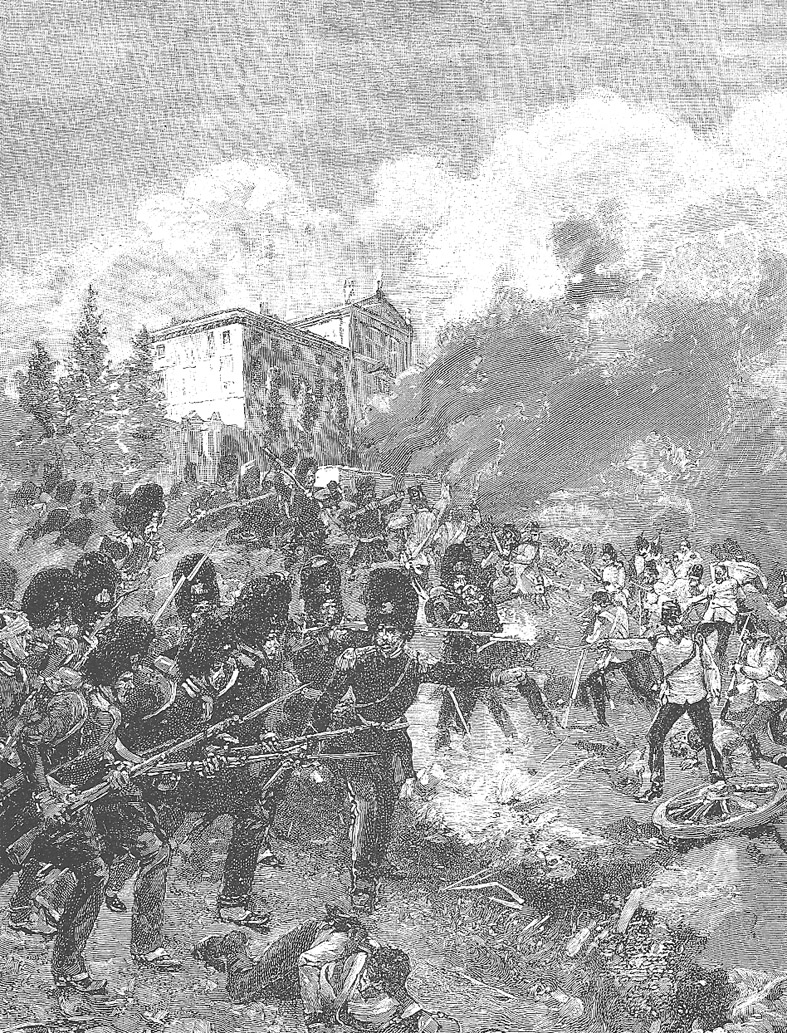
Первая битва при Кустоце

Соответственно с этим в течение ночи с 24 на 25 июля австрийские войска совершили передвижения и заняли следующее исходное положение: II корпус должен был составить левый фланг, а потому бригада Гиулая направлена на Соммакампанью, бригада Керпена — на М. Годио, бригада Лихтенштейна — на Ка-Береттару, кавалерийская бригада Шафгоча — на Мадонна-дель-Монте; бригада Шварценберга временно (до смены III корпусом) оставлена у Кастельнуово. I и резервный корпуса должны были составить правый фланг и расположиться: I корпус: бригада Страссольдо — у Валеджио, приведенного в сильное оборонительное положение, оставив 1 егерский батальон у Монте-Венто; бригада Вольгемута — позади Валеджио, оставив по 1 батальону в Боргетто и Монцамбано; бригада Клама-Галласа — на прежней позиции между Фенилеттой и Ка-Сан-Зено, а бригада Супликаца резервом за нею; резервный корпус: бригада Гарадауэра, резервные артиллерийская и кавалерийская бригады эрцгерцога Эриста — у мостов в Салионце; греннадерская бригада эрцгерцога Сигизмунда — у Олиози; бригада Мауера — у Роккади-Палаццуоло. Впоследствии, когда по ходу боя обнаружились действительные намерения неприятеля, у Салионце были оставлены только 2 батальона, а бригады Гарадауэра и гренадерская бригада переведены к Рокка-ди-Палаццуоло, а резервные кавалерийская и артиллерийская бригады стали у Олиоли. III корпус должен был расположиться у Кастельнуово и Кавальказелле и ожидать распоряжений. Таким образом, 25 июля правый австрийский фланг должен был расположиться несколькими эшелонами между Валеджио и Кастельнуово, защищая ключ позиции — о. Валеджио; левый же фланг занимал пространство от реки Тионе до Соммакампанья. Кроме того, со стороны Вероны к Стаффало двигалась бригада Перина, высланная туда комендантом крепости, как только туда пришло известие о поражении Зимбшена. Всего у австрийцев было до 50 тысяч солдат и офицеров.
К вечеру 24 июля части сардинской армии располагались: пьемонтская бригада — у Соммакампании, гвардейская и конийская — у Стаффало, аостская — у Герле, а резервная кавалерия и артиллерия — у Виллафранки. Сверх того, приказано подтянуть из блокадного мантуанского корпуса к Виллафранке бригаду королевы и один полк бригады Акви. На правом берегу сосредоточивались против Валеджио части дивизии II корпуса, отброшенного австрийцами 23 июля от Соны и Соммакампании. Решительный удар король намеревался направить на Валеджио. Для овладения этим пунктом он приказал: генералу де-Сонназу, заняв Боргетто и восстановив здесь переправу через Минчио, атаковать Валеджио с этой стороны; генералу Бава, с аостскою бригадой, атаковать Валеджио от Герле; герцогу Савойскому, с гвардейской и конийскими бригадами, наступая по цепи холмов от Кустоце на Валеджио, атаковать его с этой стороны. Одновременно с этим ударом герцог Генуэзский с пьемонтской бригадой должен был наступать на Олиози — Салионце, уничтожить здесь мосты и тем отрезать австрийский корпус, уже переправившийся на правый берег Минчио. Всего войско сардинцев составляло до 44.000 человек.

## Сражение
День 25 июля был жаркий. Австрийцы к 9 часам утра уже были на указанных им местах. Герцоги Савойский и Генуэзский не могли выступить ранее 11 часов утра вследствие несвоевременного получения продовольствия.

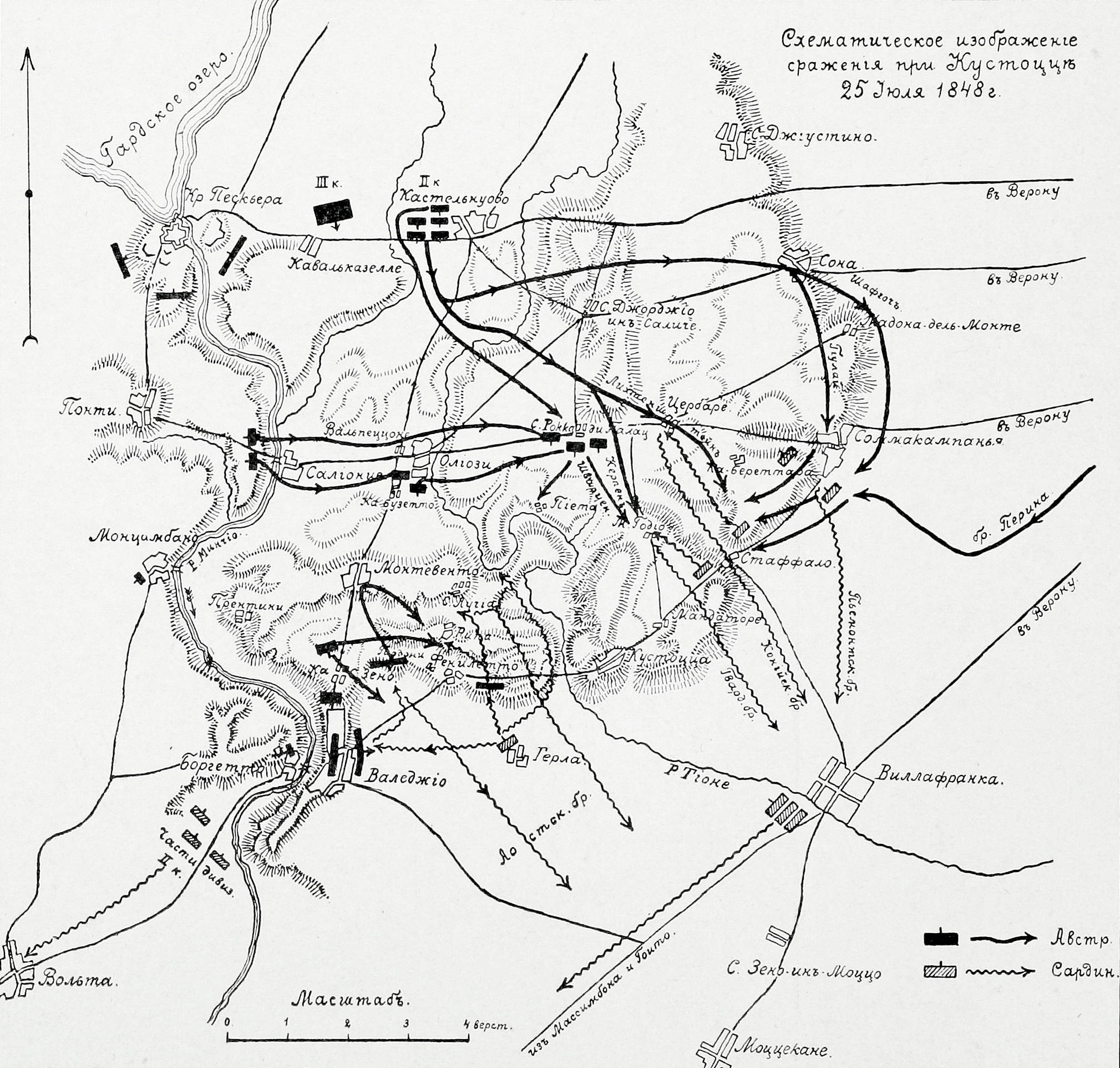
Театр военных действий
(рисунок из статьи «Кустоцца»
«Военная энциклопедия Сытина»; 1914)

В 10:30 5 австрийских бригад (Керпена и Лихтенштейна — с фронта, Гиулая и кавалерийская Шафгоча — на Соммакампанью в охват правого фланга и бригада Перина) почти в тыл атаковали три сардинские бригады (пьемонтскую — у Соммакампании, гвард. и конийскую — у Стаффало), имея целью овладеть цепью холмов от Соммакампании до Кустоце. Совместными усилиями Гиулая, Шафгоча и Перина к полудню пьемонтцы были сброшены с высот Соммакампании; в это же время Керпен и Лихтенштейн, потерпев неудачу, были оттеснены к Цербаре.
Покончив с пьемонтской бригадой у Соммакампании, Шафгоч и Перин ударили в правый фланг гвардейцам и конийцам, а Лихтенштейн и Керпен вновь перешли в атаку с фронта. Гвардейцы удержались на М. Годио, конийцы же с остатками пьемонтской бригады в беспорядке отступили к Виллафранке. Дабы выбить гвардейцев с М. Годио, фельдмаршал призвал на помощь Керпену бригаду Шварценберга от Кастельнуово. Энергичными действиями Керпена и Шварценберга М. Годио в половине шестого было взято.

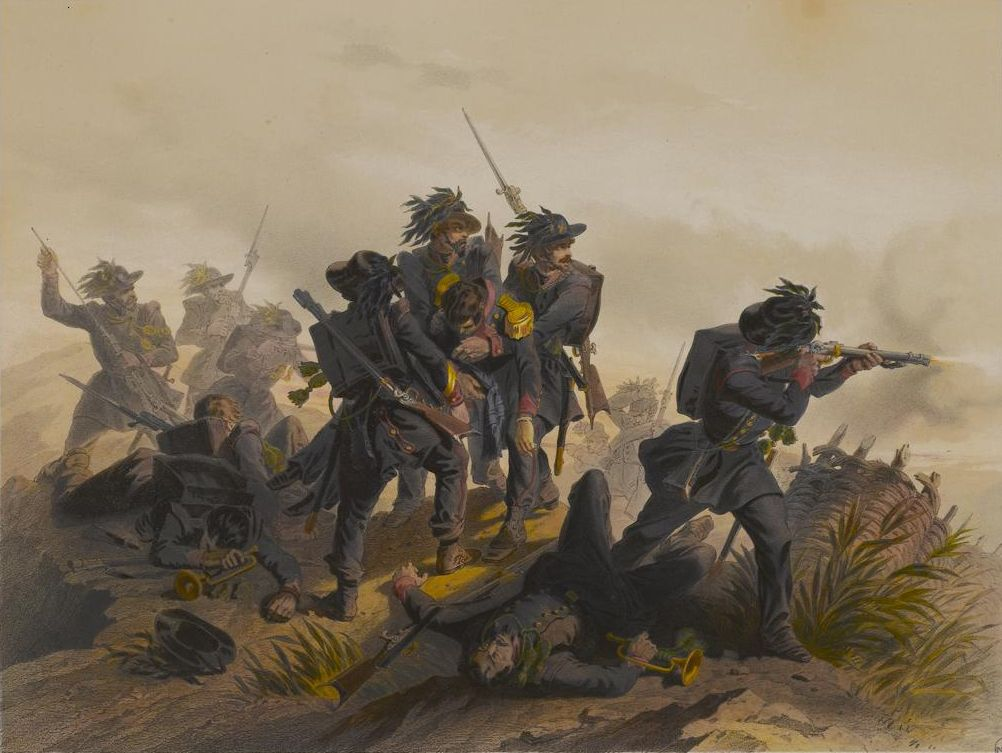
Первая битва при Кустоце

Аостская бригада, начав наступление, в 9 часов утра была отбита от Валеджио и направила свои усилия против бригады Клама у Фенилетто, вскоре оттеснив её до села Зено-Монте-Венто, утвердившись между Гардони и Рипа и послав 1 батальон на Санта-Лючиа, в обход левого фланга Клама. На просьбу Клама о помощи, граф Вратислав двинул часть бригады Супликаца с конной батареей и ракетн. полубатареей, а 12-фунтовая артиллерийская батарея резервного корпуса (бригады Маурера, которая, вместе с гренадерской бригадой, перешла к С.-Рокко) открыла сильный огонь от Пиета во фланг аостцам. Совместными усилиями аостская бригада была около 18 часов сброшена с высот и отступила к Виллафранке. У короля оставалась в резерве ещё бригада королевы и один полк бригады Акви, подошедшие к Виллафранке, да ожидалось донесение от Сонназа. В начале пятого последний донес, что ранее 18 часов наступать не может; поэтому, когда выяснилась неудача герцогов Савойского и Генуэзского и генерала Бава, король приказал начать отход к Виллафранке. Только усталость австрийцев, не позволившая им преследовать врага, спасло сардинскую армию от полного разгрома. Около полуночи на 26 июля король приказал отступать на Гоито.
Потери австрийцев в битве при Кустоце составили около 2 тысяч человек; сардинцы потеряли около 9000.